# کریم سلطانی
کریم سلطانی (عربی:  كريم سلطاني؛ زادهٔ ۲۹ اوت ۱۹۸۴) بازیکن فوتبال اهل فرانسه است.
از باشگاه‌هایی که در آن بازی کرده‌است می‌توان به باشگاه فوتبال ایراکلیس ۱۹۰۸، باشگاه فوتبال لو آور، باشگاه فوتبال ادو دن هاخ، باشگاه فوتبال فنلو، باشگاه فوتبال آریس سالونیک و باشگاه فوتبال وفاق سطیف اشاره کرد.